# La legge di Parkinson
La legge di Parkinson (titolo originale Parkinson's Law) è un saggio di Cyril Northcote Parkinson pubblicato nel 1958 dall'editore londinese John Murray e tradotto in italiano in diverse edizioni a partire dal 1959 e fino al 2011.

## Genesi del libro
Evolutosi da un articolo pubblicato originariamente nel 1955 sul settimanale The Economist, il libro tratta con un tono ironico e scanzonato dei problemi e dei difetti di funzionamento delle organizzazioni.

## Legge di Parkinson
(Cyril Northcote Parkinson)
La Legge di Parkinson postula che una organizzazione cresce indipendentemente dalla quantità di lavoro da svolgere, o che - semplificando ulteriormente - "più tempo a disposizione si avrà, più se ne sprecherà". Analogamente quando il tempo scarseggia chi lavora lo fa con maggiore efficacia, motivato dal rischio di non riuscire a completare un compito a scadenza ravvicinata, con la prospettiva di possibili conseguenze negative.

## Capitoli
Titoli dei capitoli secondo l'edizione italiana del 2011.
1. La legge di Parkinson – o La piramide crescente
2. La lista ristretta – o I princìpi della selezione
3. Presidenti e comitati – o Il coefficiente di inefficienza
4. Il volere del popolo – o L'assemblea generale annuale
5. Analisi personologica – o La formula del cocktail
6. Alta finanza – o Il punto di svanimento degli interessi
7. Dalla catapecchia alla Packard – o La formula del successo
8. Piante e piante – o Gli uffici dell'amministrazione
9. Geloincompetenza – o La paralisi spasmodica
10. Il momento della pensione – o L'età del ritiro

## Edizioni
- Prima edizione inglese, 1958, John Murray, London

Edizioni italiane
- Milano, Bompiani, 1959 (Cose d'Oggi, 8; traduzione di Luciano Bianciardi);
- Milano, Bompiani, 1964 (Delfini-Cultura, 3; 5ª edizione; traduzione di Luciano Bianciardi);
- Milano, Garzanti, 1971 (I Garzanti; traduzione di Luciano Bianciardi);
- Milano, Etas Libri, 1980 (Universale Etas, 30; traduzione di Luciano Bianciardi).
- Monti & Ambrosini Editori, 2011 (traduzione dall'inglese e note di Andrea Monti, con un saggio breve di Giancarlo Livraghi intitolato Cinquant'anni dopo): recensione su ICTLex; Cinquant'anni dopo, testo on-line.

| Controllo di autorità | VIAF (EN) 284758278 · GND (DE) 4173364-2 |